# Gare de Cessieu
Gare de Cessieu – przystanek kolejowy w Cessieu, w departamencie Isère, w regionie Owernia-Rodan-Alpy, we Francji.
Jest przystankiem kolejowym Société nationale des chemins de fer français (SNCF), obsługiwanym przez pociągiem TER Rhône-Alpes.